# Garrett (Pennsilvània)
Garrett és una població dels Estats Units a l'estat de Pennsilvània. Segons el cens del 2000 tenia 449 habitants.

## Demografia
Segons el cens del 2000, Garrett tenia 449 habitants, 168 habitatges, i 128 famílies. La densitat de població era de 234,3 habitants per quilòmetre quadrat.
Dels 168 habitatges en un 33,3% hi vivien nens de menys de 18 anys, en un 61,3% hi vivien parelles casades, en un 10,7% dones solteres, i en un 23,8% no eren unitats familiars. En el 21,4% dels habitatges hi vivien persones soles el 12,5% de les quals corresponia a persones de 65 anys o més que vivien soles. El nombre mitjà de persones vivint en cada habitatge era de 2,67 i el nombre mitjà de persones que vivien en cada família era de 3,07.
Per edats la població es repartia de la següent manera: un 26,9% tenia menys de 18 anys, un 10% entre 18 i 24, un 26,5% entre 25 i 44, un 20% de 45 a 60 i un 16,5% 65 anys o més.
L'edat mediana era de 34 anys. Per cada 100 dones de 18 o més anys hi havia 91,8 homes.
La renda mediana per habitatge era de 24.609 $ i la renda mediana per família de 27.375 $. Els homes tenien una renda mediana de 23.542 $ mentre que les dones 15.625 $. La renda per capita de la població era de 10.935 $. Entorn del 12,1% de les famílies i el 15,8% de la població estaven per davall del llindar de pobresa.

## Poblacions més properes
El següent diagrama mostra les poblacions més properes.